# Bonaparte au pont d'Arcole
Bonaparte au pont d’Arcole est une peinture de Gros, représentant un épisode de la bataille du pont d'Arcole. Le général Bonaparte entraîne ses troupes à l’assaut du pont d’Arcole. Le tableau fait entrer de plain-pied le général en chef de l'armée française dans la légende iconographique de la campagne d'Italie.

## Description
Le tableau présente Bonaparte tenant à sa main gauche la hampe du drapeau de l'armée d'Italie. Il est vêtu de l'uniforme bleu foncé des généraux de la République à collet rouge avec des broderies dorées, son pantalon est de la même couleur. Il porte un foulard noir qui laisse percevoir le col blanc de sa chemise. Il est ceint d'une écharpe bicolore à frange dorée, et d'une ceinture à boucle carrée qui maintient le fourreau du sabre dégainé qu'il tient de sa main droite protégée par un gant à crispin, sur la lame sont inscrits « Bonaparte, Armée d'Italie ». Le fond qui suggère un environnement extérieur montre un ciel chargé de nuages de fumées sur la gauche, où l'on aperçoit aussi quelques maisons. Le sol qui borde le fleuve est brossé en teinte sombre, on discerne  un boulet encore fumant.

## Historique
- Peint à Naples en 1796
- Collection de Napoléon Bonaparte
- Présenté au Salon de 1801[2]
- Collection de Napoléon III
- Séquestré en 1870

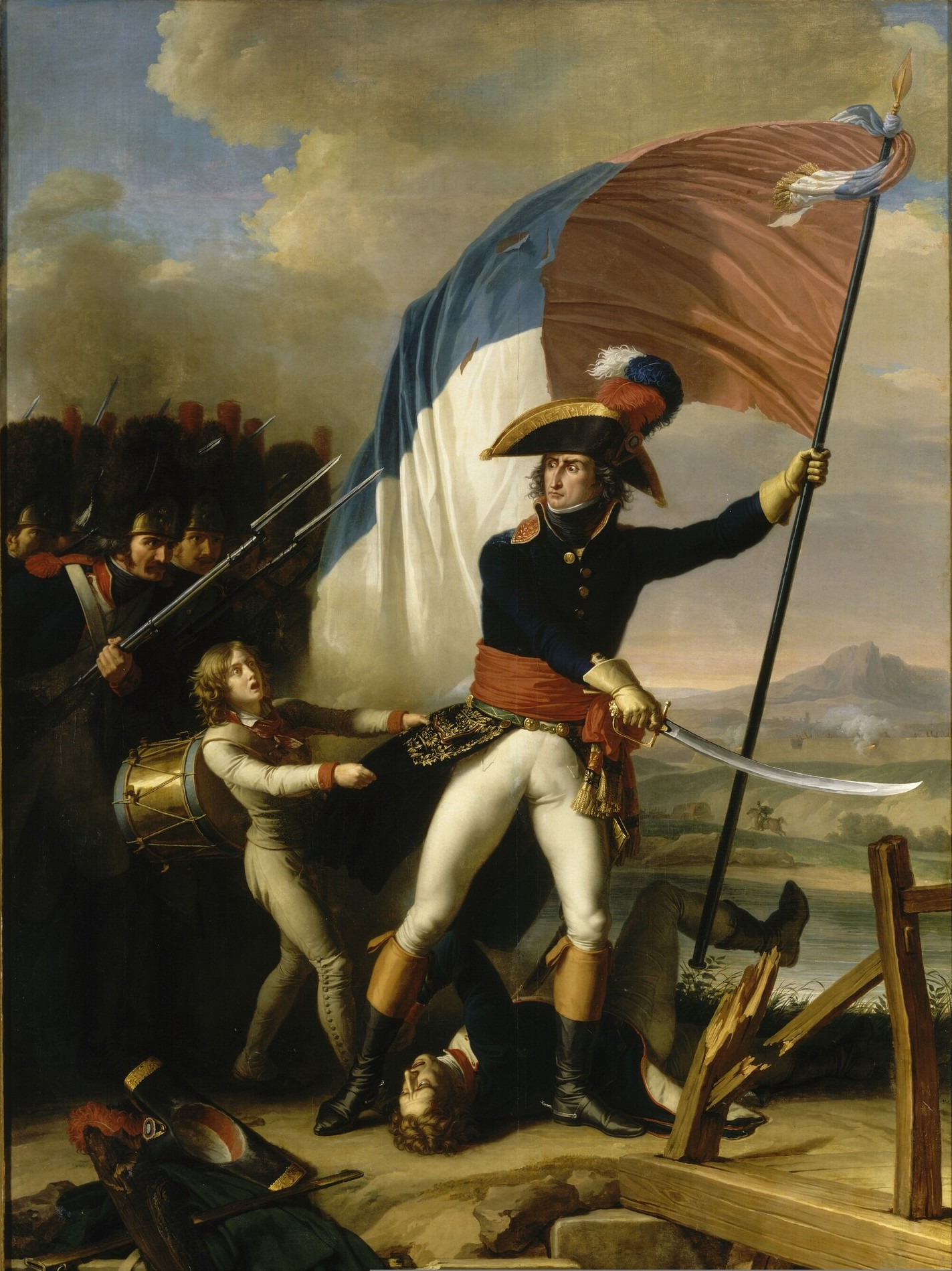
Augereau au pont d’Arcole (tableau de Charles Thévenin, 1798). Les peinture et gravures représentant Augereau franchissant le pont sont éclipsées par la force symbolique de celles représentant Bonaparte

- Restitué à l'impératrice Eugénie en 1871
- Don de l'impératrice Eugénie en 1879
- Au musée du Louvre (nº d'inventaire RF271)
- Au château de Compiègne en 1901
- Entré au château de Versailles en 1938 (nº d'inventaire MV 6314)

Le tableau de Gros représente le soi-disant passage du pont d'Arcole par les généraux Augereau et Bonaparte alors qu'ils ne l'ont jamais franchi. Le 15 novembre 1796, Augereau est arrêté par un feu violent devant le pont d'Arcole. Cet échec pousse Bonaparte à s'emparer du drapeau d'un porte-enseigne d'un bataillon de la 99e demi-brigade et s'avancer à pied jusqu'au milieu du pont où il plante la hampe sur le tablier en bois. Mais, lorsqu'il se retourne, il constate que la plupart des grenadiers ne l'a pas suivi, d'où son regard de reproche et d'inquiétude peint par Gros. Battant en retraite, Bonaparte et les quelques soldats qu'il a entraînés courent. le général est renversé et tombe dans le marécage d'où les soldats le retirent de la vase avec peine.
Gros obtient quelques séances de pose de Bonaparte. Selon une lettre du peintre à sa mère, l'épouse du futur empereur Joséphine de Beauharnais aurait retenu son mari sur ses genoux pour qu'il lui accorde le plus de temps possible. La scène insiste sur le volontarisme du général dont la posture (tête tournée vers l'arrière pour donner l'image d'un héros solitaire devant ses troupes, buste tourné vers l'avant) rappelle les antiques représentations de Clio, la muse de l'Histoire. « Rapidement esquissée, l'œuvre — dont la version définitive ne sera présentée qu'au salon de 1801 — fut immédiatement gravée pour être diffusée aux armées et à Paris. Ces gravures participaient d'une opération de propagande destinée à séduire une large clientèle militaire et civile, en vantant pêle-mêle le génie militaire et les vues politiques perçantes de Bonaparte, sa simplicité républicaine et son courage exceptionnel ». La campagne d'Italie fut en effet « une campagne publicitaire que la France allait connaître pendant plus d'un an ».
Par la suite, cet épisode donne lieu à de multiples images et récits concurrents qui trahissent le degré de bonapartisme des différents auteurs selon la nature et l'ampleur de leurs omissions.

## Œuvres en rapport
- Esquisse à Paris au musée du Louvre, elle fut approuvée par Bonaparte pour l'exécution du tableau définitif
- Autres versions à :
  - Arenenberg, (Suisse, canton de Thurgovie), musée Napoléon
  - Saint-Pétersbourg, musée de l'Ermitage

Bonaparte au pont d'Arcole, étude préparatoire peinte en 1796 pour le portrait de Versailles (Paris, musée du Louvre), parfois considérée comme supérieure au tableau définitif[8].
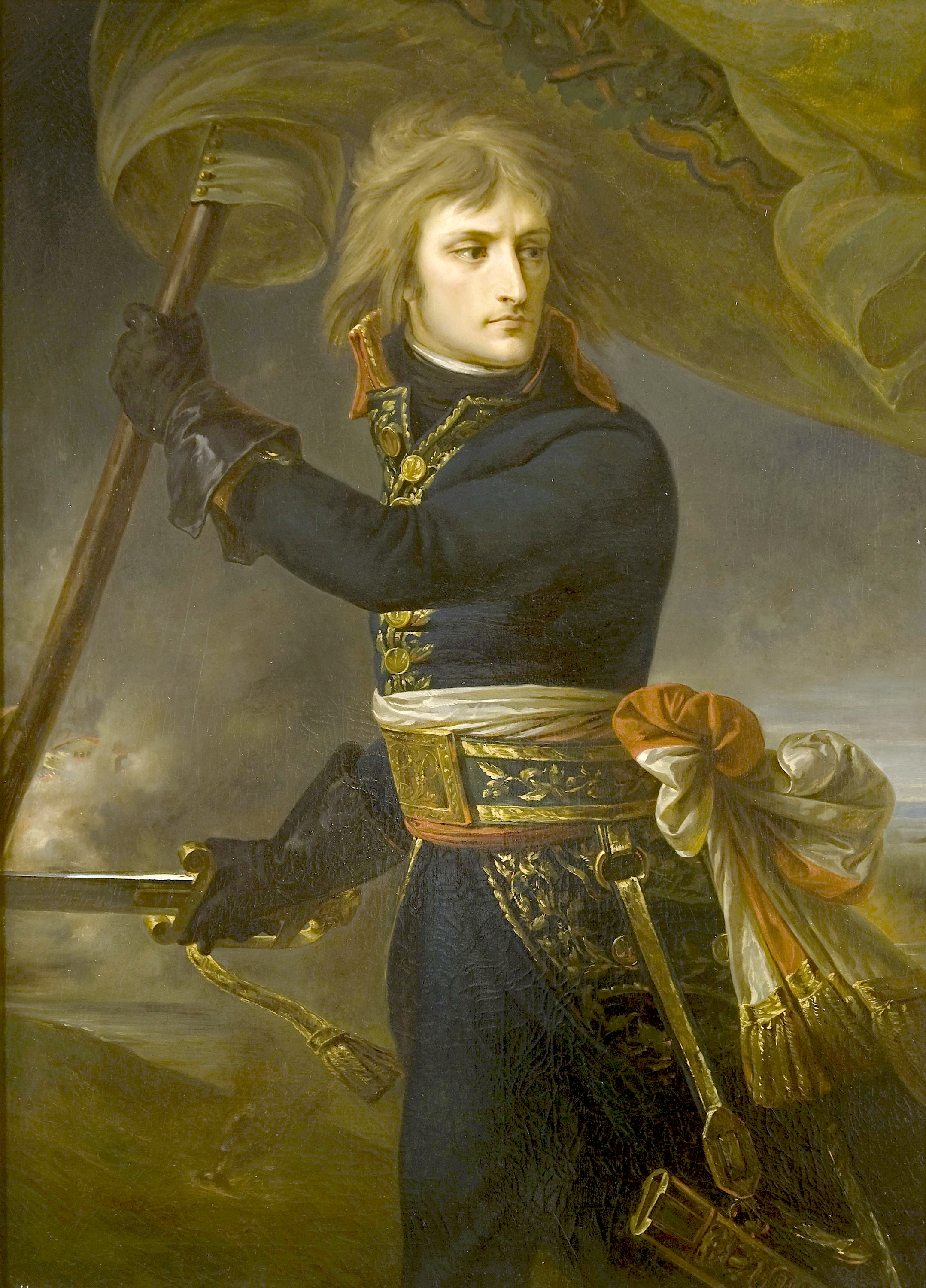
Version peinte en 1796, conservée à Arenenberg au musée Napoléon.
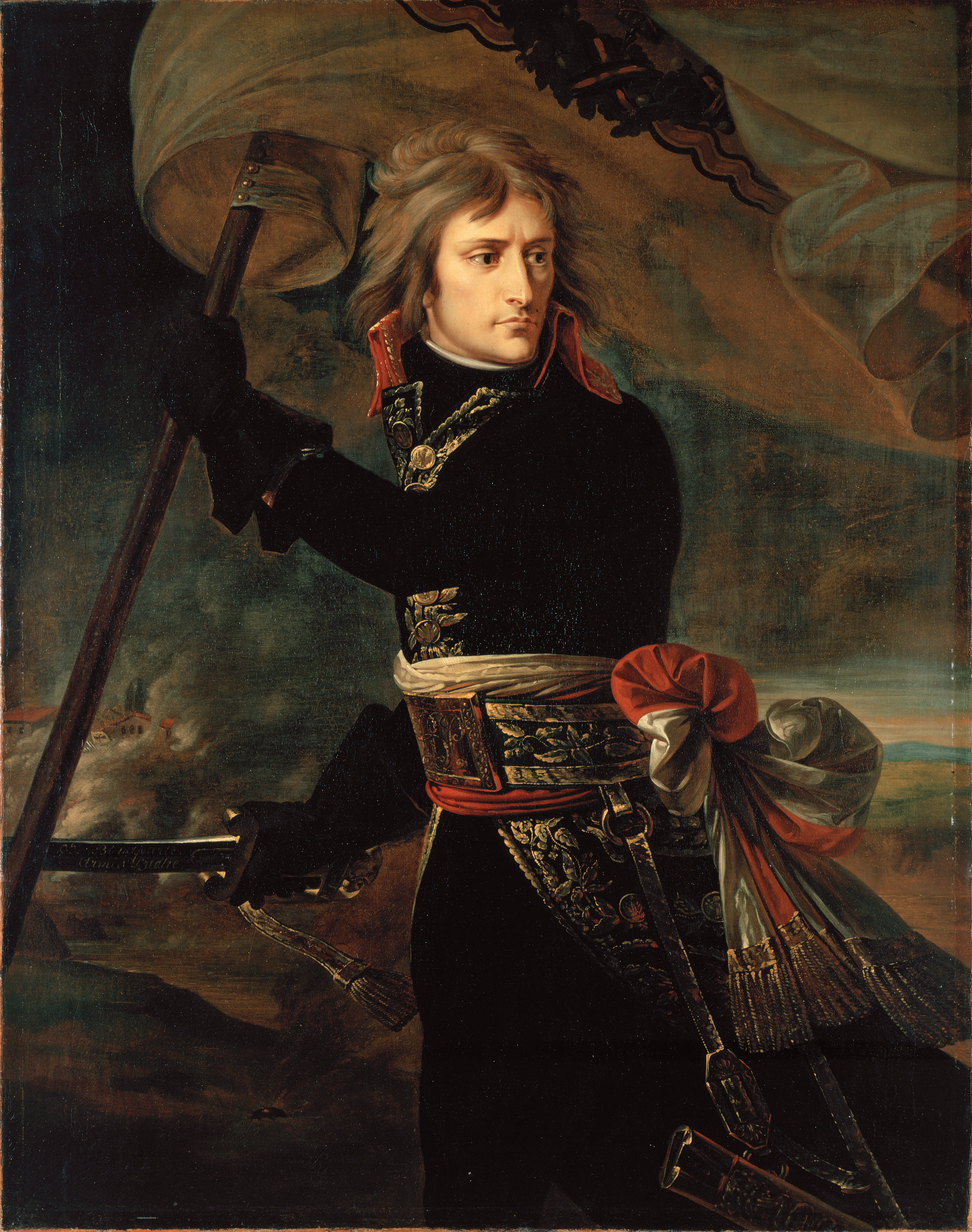
Version de 1796-1797, conservée à Saint-Pétersbourg au musée de l'Ermitage.